# Кампонгчнанг (город)
Кампонгчна́нг (кхмер. ក្រុងកំពង់ឆ្នាំង) — город в центральной части Камбоджи. Административный центр провинции Кампонгчнанг.

## География
Абсолютная высота — 16 метров над уровнем моря. Расположен к западу от реки Тонлесап и к юго-востоку от озера Тонлесап.

## Население
По данным на 2013 год численность населения составляет 44 986 человек.
Динамика численности населения города по годам:
| 2000   | 2008   | 2013   |
| ------ | ------ | ------ |
| 50 000 | 43 130 | 44 986 |

## Транспорт
Речной порт. Связан автомобильной и железной дорогами со столицей страны, городом Пномпень.

## Экономика
Экономика основана на сельском хозяйстве, основным продуктом которого является рис. Многие жители окрестных районов живут в плавучих рыболовецких деревнях.